# Маргас, Хавьер
Хавье́р Лусиа́но Ма́ргас Лойо́ла (исп. Javier Luciano Margas Loyola; род. 10 мая 1969[…], Сантьяго) — чилийский футболист, бывший защитник известный по выступлениям за клубы «Коло-Коло» и сборную Чили. Участник чемпионата мира 1998 года.
Маргас знаменит своей прической, во время мирового первенства во Франции он выкрасил волосы в цвета национального флага. После ухода из футбола, он некоторое время работал детским тренером в «Коло-Коло», а затем занялся собственным бизнесом. Хавьер является собственником броневика известного чилийского диктатора Аугусто Пиночета.

## Клубная карьера
Магас начал карьеру в клубе «Коло-Коло». В 1989 году он помог команде выиграть чилийскую Примеру. Самым удачным сезоном в составе «Коло-Коло» для Хавьера стал сезон 1991 года, когда помимо третьего подряд чемпионства он завоевал Кубок Либертадорес. В составе клуба он провёл 7 сезонов 4 раза выиграв Примеру, а также стал обладателем множества международных трофеев. В 1995 году Маргас перешёл в мексиканскую «Америку». За новую команду Хавьер провёл всего 9 матчей и вскоре вернулся на родину, где помог родному клубу в пятый раз стать чемпионом.
Сезон 1997/1998 он провёл выступая за основных конкурентов «Коло-Коло» — «Универсидад Католика». В том же году Хавьер стал шестикратным чемпионом Чили. После окончания мирового первенства во Франции, Маргаса пригласил английский «Вест Хэм Юнайтед». Сумма трансфера составила 2 млн фунтов. 29 августа в матче против «Ковентри Сити» он дебютировал в английской Премьер-лиге. В Англии Маргас редко выходил в основе и был игроком ротации. За три года он принял участие всего в 24 встречах и в 2001 году покинул стан «молотобойцев» завершив карьеру.

## Международная карьера
17 октября 1990 года в товарищеском матче против сборной Бразилии Хавьер дебютировал за сборную Чили. 3 февраля 1996 года во встрече против сборной Боливии Маргас забил свой первый гол за национальную команду. Он принял участие в четырёх розыгрышах Кубка Америки в 1993, 1995, 1999 годах, а в 1991 стал обладателем бронзовых медалей турнира.
В 1998 году Фабиан попал в заявку сборной на участие в Чемпионате мира во Франции. На турнире он принял участие в матчах против команд Камеруна, Австрии, Италии и Бразилии.

### Голы за сборную Чили
| # | Дата           | Место              | Противник | Результат | Соревнование                          |
| - | -------------- | ------------------ | --------- | --------- | ------------------------------------- |
| 1 | 3 февраля 1996 | Кочабамба, Боливия | Боливия   | 1:1       | Товарищеский матч                     |
| 2 | 2 июня 1996    | Баринас, Венесуэла | Венесуэла | 1:1       | Чемпионат мира 1998 отборочный турнир |
| 3 | 9 октября 1996 | Асунсьон, Парагвай | Парагвай  | 2:1       | Чемпионат мира 1998 отборочный турнир |
| 4 | 7 ноября 1997  | Антофагаста, Чили  | Гватемела | 4:1       | Товарищеский матч                     |
| 5 | 22 апреля 1998 | Сантьяго, Чили     | Колумбия  | 2:2       | Товарищеский матч                     |
| 6 | 26 апреля 2000 | Лима, Перу         | Перу      | 1:1       | Чемпионат мира 1998 отборочный турнир |

## Достижения
Командные
«Коло-Коло»
- Чемпионат Чили по футболу — 1989
- Чемпионат Чили по футболу — 1990
- Чемпионат Чили по футболу — 1991
- Чемпионат Чили по футболу — 1993
- Чемпионат Чили по футболу — 1996
- Обладатель Кубка Либертадорес — 1991
- Обладатель Рекопа Южной Америки — 1992
- Обладатель Межамериканского кубка — 1992

«Универсидад Католика»
- Чемпионат Чили по футболу — Ап. 1997

Международные
Чили
- Кубок Америки по футболу — 1991 — 3-е место